# Rhaphuma strnadi
Rhaphuma strnadi är en skalbaggsart som beskrevs av Holzschuh 1992. Rhaphuma strnadi ingår i släktet Rhaphuma och familjen långhorningar. Inga underarter finns listade i Catalogue of Life.